# GOKO
GOKOグループはGOKO映像機器株式会社（映像機器部門、貿易部門、不動産部門）、GOKOカメラ株式会社（アグリ事業部、不動産事業部、投資事業部）からなる企業グループ。電子映像機器の開発、製造、販売を行う日本のメーカー、カメラブランド、食品ブランド（メーカー）、不動産会社、貿易会社。
中小企業ながら海外での知名度が高く、海外に生産拠点を移す時期も他社に比べて早かった。マクロ特許、異業種参入等攻めの姿勢を見せるグループであり、無借金経営を社是とする。

## 概要
GOKO映像機器株式会社　映像機器部門
1953年（昭和28年）三星光機株式会社として創立。1960-80年代には8ミリ編集機を開発・生産し世界市場85％以上を獲得。1980年代よりコンパクトカメラ開発・生産を開始。1988年マレーシアに工場を開設。自社ブランド生産の他、日本の大手カメラメーカーのほぼ全てへOEM供給し、世界一のカメラ生産台数を達成。その後中国、韓国、台湾、インド、ブラジル、インドネシア等で現地企業との合弁でカメラ生産を展開。1990年代には世界初の超近接撮影が可能なコンパクトカメラ「マクロマックス」シリーズを開発し国際特許取得。1998年デジタルコンパクトカメラ分野への進出は行わないことを宣言し方向転換。電子映像事業を展開し特殊用途マイクロスコープの開発製造販売を開始。精密検査、鑑識、医療、美容健康分野等、特殊用途に特化した製品展開を行う。2017年映像機器部門拡充を目的とした川崎地区での統括管理を行うため、GOKOカメラ株式会社のグループ会社であるGOKO映像機器株式会社（旧社名GOKOインター株式会社）が映像事業部を新設しGOKOグループ内映像事業を担当。2018年GOKOインター株式会社がGOKO映像機器株式会社へ社名変更。
GOKO映像機器株式会社　貿易部門
グループ60年以上の海外事業により築いた多数の国との関係を活かし、海外市場におけるGOKOブランド製品の販売をはじめ、その他製品の輸出入業務、貿易手続代行業務を行う。現地法人や生産拠点を有していたマレーシア、シンガポール、インド等と特に密接な友好関係を持つ。
GOKO映像機器株式会社　不動産部門
コンパクトカメラ大量生産時代から有する自社所有の遊休地を利用し、自社所有の住宅用賃貸不動産、ショッピングセンター、産業施設等における賃貸事業、仲介事業、不動産管理事業を行う。
GOKOカメラ株式会社　アグリ事業部
2002年(平成14年)長野県上伊那郡中川村の53,000m2の敷地に23,000m2のガラス張りの工場を設立し養液栽培法による生食用トマト生産を開始。2005年「GOKOとまとむら」と改称。2009年より加工工場を併設しトマトジュース、ケチャップなどの加工品の製造販売も開始。 2011年加工工場増設。「カメラメーカーとして長年培った徹底された品質管理体制のもと、少人数で日本人の嗜好にあった安全な農作物をできるだけ多く安定供給する」を掲げる。併設の加工工場においては、自社生産トマトのみを使ったトマト加工品や、その他多種類の加工品を製造販売。OEM加工も行う。